# تاكوما تسودا
تاكوما تسودا (باليابانية: 津田 琢磨) (مواليد 4 أكتوبر 1980)، هو لاعب كرة قدم ياباني سابق كان يلعب كمدافع.

## وصلات خارجية
- تاكوما تسودا على موقع رابطة كرة القدم اليابانية للمحترفين (اليابانية)
- تاكوما تسودا على موقع قاعدة بيانات كرة القدم.إي يو (الإنجليزية)
- تاكوما تسودا على موقع Soccerway.com (الإنجليزية)
- تاكوما تسودا على موقع عالم كرة القدم.نت (الإنجليزية)
- تاكوما تسودا على موقع كووورة